# Turraea vogelii
Turraea vogelii är en tvåhjärtbladig växtart som beskrevs av Joseph Dalton Hooker. Turraea vogelii ingår i släktet Turraea och familjen Meliaceae. Utöver nominatformen finns också underarten T. v. propinqua.